# ハウワーム
ハウワーム（欧字名:Hawwaam、2015年9月6日 - ）は、南アフリカ共和国で活躍する競走馬である。主な勝ち鞍に2019年サウスアフリカンクラシック、チャンピオンズチャレンジ。

## 戦績

### 3歳（2018/19シーズン）
2018年11月3日、ターフフォンテン競馬場で行われた芝1400メートルのメイドン戦でランドール・サイモンズ騎手を背にデビューし、2着に1馬身つけデビュー勝ちを収めた。2戦目のG2ディンガーンスステークスからはギャビン・レリーナ騎手とのコンビを結成。直線内から馬群を捌き、2着馬に3馬身つけ2戦目で重賞初制覇を飾った。
年が明け2019年、3戦目のトニーラッフェルステークス(G3)でも外から末脚を使い内で粘るインイグゾースティブルとの競り合いを制し3戦無敗で重賞連勝を達成した。4戦目のG2ハウテンギニーズではイーブンと圧倒的人気に推されたものの、ナショナルパークを捉えられず2着。初の黒星となった。そして3月の大一番サウスアフリカンクラシック(G1)では初めての1800メートルでの競馬となったが直線内から進出し前走で自身を負かしたナショナルパークとの競り合いに持ち込むとそこから一気に突き放し、2着のバラヒンに5馬身差をつける圧勝。3着にはナショナルパークが入り、前走のリベンジを達成したと共に最高のパフォーマンスでG1初制覇を成し遂げた。続くG1チャンピオンズチャレンジでも2着のカスカペディアに4馬身つける快勝を見せG1連勝となった。
さらにデイリーニューズ2000も制し、G1レース3連勝と絶対王者ぶりを遺憾なく発揮してきたハウワームは南アフリカ最大のレースであるダーバンジュライに出走する。前年覇者のドゥーイットアゲインを始めそうそうたるメンバーが揃った1戦でもハウワームは圧倒的な支持に推された。しかし発走直前、ゲート付近で外傷を負ってしまい、無念の競走除外となってしまった。

## エピソード
ハウワームがデビューを迎えた11月3日、ターフフォンテン競馬場では南アフリカ競馬史上初となる「鞭を使わないレース」が試験的に行われ、第1回目の鞭のレースを制した馬こそハウワームである。レース後デコック師は「これは素晴らしいイニシアティブです。このレースからいくつか良い発見がありました。ともかく、鞭使用ルールは見直されるべきです。騎手は鞭がないほうがうまく騎乗します。彼らの多くは、鞭を持っているときよりも鞭なしで騎乗しているときのほうが勝てます」と語り、ハウワームについては「厩舎でハウワームに鞭を使ったことがないので、レースであえて鞭を使う意味はありません。サイモンズ騎手が鞭を持っていたら、ハウワームが内側によれたときに鞭を入れていたでしょう。そうするとハウワームは余計にまずい方向に動き、ランドールは持ち手を変えてさらに鞭を入れていたことでしょう」と評した。

## 血統表
| ハウワームの血統          | ハウワームの血統            | ハウワームの血統      | （血統表の出典）      | （血統表の出典） |
| 父系                      | ニジンスキー系              | ニジンスキー系        | ニジンスキー系        | [ § 2 ]          |
| 父 Silvano 1996           | 父の父Lomitas 1988          | Niniski               | Nijinsky              | Nijinsky         |
| 父 Silvano 1996           | 父の父Lomitas 1988          | Niniski               | Virginia Hills        |                  |
| 父 Silvano 1996           | 父の父Lomitas 1988          | La Colorada           | Surumu                | Surumu           |
| 父 Silvano 1996           | 父の父Lomitas 1988          | La Colorada           | La Dorada             |                  |
| 父 Silvano 1996           | 父の母Spirit of Eagles 1986 | Beau's Eagle          | Golden Eagle          | Golden Eagle     |
| 父 Silvano 1996           | 父の母Spirit of Eagles 1986 | Beau's Eagle          | Beaufield             |                  |
| 父 Silvano 1996           | 父の母Spirit of Eagles 1986 | Big Spirit            | Big Spruce            | Big Spruce       |
| 父 Silvano 1996           | 父の母Spirit of Eagles 1986 | Big Spirit            | Beautiful Spirit      |                  |
| 母 Halfway To Heaven 2007 | 母の父Jet Master 1994       | Rakeen                | Northern Dancer       | Northern Dancer  |
| 母 Halfway To Heaven 2007 | 母の父Jet Master 1994       | Rakeen                | Glorious Song         |                  |
| 母 Halfway To Heaven 2007 | 母の父Jet Master 1994       | Jet Lightning         | Rollins               | Rollins          |
| 母 Halfway To Heaven 2007 | 母の父Jet Master 1994       | Jet Lightning         | Jolly Laughter        |                  |
| 母 Halfway To Heaven 2007 | 母の母Pas De Basque 1999    | Rambo Dancer          | Northern Dancer       | Northern Dancer  |
| 母 Halfway To Heaven 2007 | 母の母Pas De Basque 1999    | Rambo Dancer          | Fair Arabella         |                  |
| 母 Halfway To Heaven 2007 | 母の母Pas De Basque 1999    | Our Elegant Girl      | Our Casey's Boy       | Our Casey's Boy  |
| 母 Halfway To Heaven 2007 | 母の母Pas De Basque 1999    | Our Elegant Girl      | So Elegant            |                  |
| 母系(F-No.)               | 1号族(FN:1-m)               | 1号族(FN:1-m)         | 1号族(FN:1-m)         | [ § 3 ]          |
| 5代内の近親交配           | Northern Dancer 5x4･4       | Northern Dancer 5x4･4 | Northern Dancer 5x4･4 | [ § 4 ]          |
| 出典                      | 1. 2. 3. 4.                 | 1. 2. 3. 4.           | 1. 2. 3. 4.           | 1. 2. 3. 4.      |